# Keyonte George
Keyonte Darnell George (* 8. November 2003 in Lewisville, Texas) ist ein US-amerikanischer Basketballspieler.

## Werdegang

### Schulzeit
George spielte als Schüler in seiner Heimatstadt im US-Bundesstaat Texas Basketball für die Mannschaft der iSchool of Lewisville. In seinem letzten Spieljahr in Lewisville erzielte er im Durchschnitt 23,2 Punkte je Begegnung. Für sein letztes Schuljahr wechselte er an die IMG Academy nach Florida. In der von ESPN erstellten Rangliste der besten Spieler seines Jahrgangs wurde George landesweit auf dem dritten Platz geführt. Eine derartig hohe Platzierung hatte vor ihm noch kein Spieler der IMG Academy erreicht.

### NCAA
George schloss sich 2022 der Baylor University an. Der Texaner war zuvor von weiteren namhaften Hochschulen umworben worden, darunter die Oklahoma State University, die University of Texas und die University of Kentucky. Er spielte ein Jahr für die Baylor Bears, George war mit 15,3 Punkte zweitbester Korbschütze der Mannschaft im Spieljahr 2022/23. Ferner erreichte er Mittelwerte von 4,2 Rebounds und 2,8 Assists je Begegnung. In Anerkennung seiner Leistungen wurden George in der Spielklasse Big 12 zum Freshman des Jahres gewählt. Ende März 2023 ließ der Texaner verlautbaren, Baylor zu verlassen und sich beim NBA-Draftverfahren einzuschreiben.

### NBA
Die Utah Jazz ließen George im Rahmen des Auswahlverfahrens an 16. Stelle aufrufen. George stand in der Saison 2023/24 in 44 seiner 75 Einsätze in Utahs Anfangsaufstellung. Er erreichte in diesen Spielen einen Durchschnitt von 13 Punkten und lag mit diesem Wert in der mannschaftsinternen Korbjägerliste auf dem vierten Platz. Er wurde am Ende der Saison in das NBA All-Rookie Second Team berufen. In einer Mannschaft, die in der NBA-Hauptrunde 2023/24 lediglich 31 Siege einfuhr und 51 Spiele verlor, wurden Georges Leistungen als Lichtblick eingestuft.

## Nationalmannschaft
In der Spielart 3-gegen-3 nahm George in der Altersklasse U18 an der Weltmeisterschaft 2021 teil, gewann das Turnier mit der US-Auswahl und wurde als bester Spieler der Veranstaltung ausgezeichnet.

## Karriere-Statistiken

### NBA

#### Hauptrunde
| Saison  | Team   | GP | GS | MPG  | FG % | 3P % | FT % | RPG | APG | SPG | BPG | PPG  |
| ------- | ------ | -- | -- | ---- | ---- | ---- | ---- | --- | --- | --- | --- | ---- |
| 2023–24 | Utah   | 75 | 44 | 27.0 | .391 | .334 | .848 | 2.8 | 4.4 | 0.5 | 0.1 | 13.0 |
| Gesamt  | Gesamt | 75 | 44 | 27.0 | .391 | .334 | .848 | 2.8 | 4.4 | 0.5 | 0.1 | 13.0 |